# Sosnówka (obwód lwowski)
Sosnówka (ukr. Соснівка, Sosniwka) – miasto na Ukrainie w obwodzie lwowskim, rejonie czerwonogrodzkim.
Stacja kolejowa Sosnówka. Ośrodek górnictwa węgla kamiennego.
W Sosnówce urodziła się Natalija Synyszyn, ukraińska zapaśniczka.

## Historia
Miasto od 1968.
W 1975 roku liczyło 11,2 tys. mieszkańców.
W 1989 roku liczyło 13 163 mieszkańców.